# 방어 (어류)
방어(魴魚, Japanese amberjack)는 전갱이목의 전갱이과에 속하는 바다물고기이다. 다 자란 방어는 몸 길이가 1m를 훌쩍 넘는 대형 어류로 한국 연안을 회유하며 정어리·멸치·꽁치 등 작은 물고기를 잡아 먹고 사는 어종이다. 온대성 어류로 난류를 따라 연안 바닷속 6~20m에서 헤엄쳐 다닌다. 어린 개체는 마래미라 부른다.

## 명칭
방어는 지역에 따라 ‘부시리’ 또는 ‘히라스’라 부르는 경우도 있으나 부시리는 맛과 형태가 방어와 유사한 전갱이과의 전혀 다른 어종이며, ‘히라스(ヒラス)’는 부시리의 일본명이므로 주의가 필요하다.

## 형태
몸은 긴 방추형이고 약간 옆으로 납작(側扁)하다. 제1등지느러미는 아주 짧고, 제2등지느러미는 매우 길다. 비늘은 작고 둥글다. 몸빛은 등쪽이 철색(鐵色)을 띤 청색이고 배쪽은 은백색이다. 무게에 따라 소방어(3kg미만), 중방어(3~5kg), 대방어(6kg 이상)로 구분된다.

## 영양소
방어에는 DHA, EPA 같은 불포화 지방산이 많고 비타민 D도 풍부해 고혈압, 동맥경화, 심근경색, 뇌졸중 등 순환기계 질환은 물론 골다공증과 노화 예방에도 좋은 것으로 알려져 있다.

## 어획
방어는 2~4월이 산란기로 11월에서 2월까지 맛이 좋은 때이다. 여름에는 기생충이 있어 먹을 때에 각별한 주의가 필요하다. 하지만 산란을 앞둔 겨울 방어는 ‘한(寒)방어’라고 따로 부를 만큼 맛이 유별나다. 이때쯤이면 15㎏이 넘는 ‘대물’ 방어가 잡히는 경우도 흔하다. 덩치가 큰 만큼 횟감으로 뜰 살점이 많고, 씹히는 맛이 좋아 참치 뱃살보다 낫다는 느낌이 들 정도이다.
울산의 방어진, 제주도의 모슬포와 마라도 주변 어장에서 주로 어획된다.

## 요리

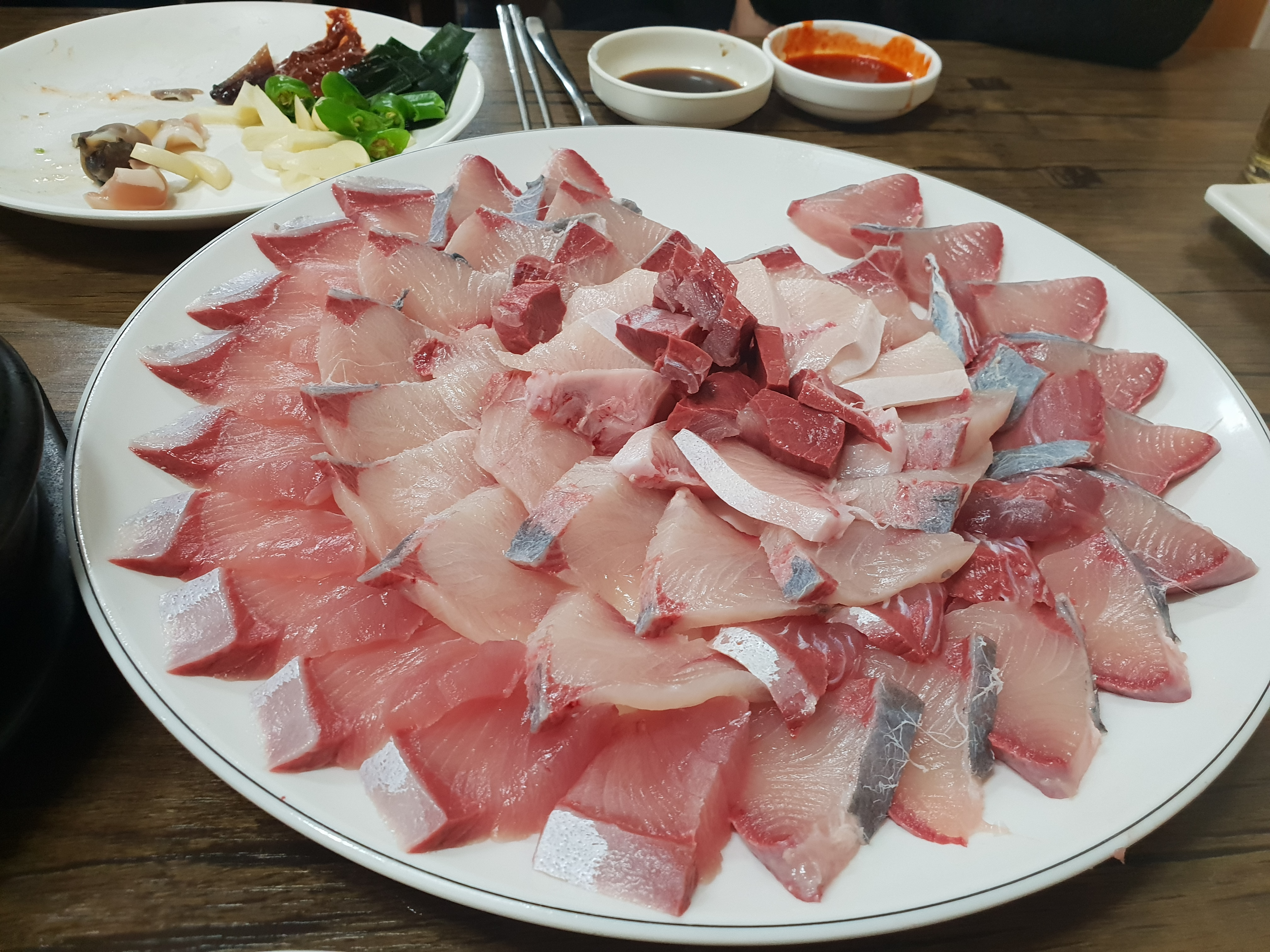
방어회

방어는 겨울이 제철인데, 무게가 5kg 이상인 대방어가 특히 인기가 많다.
방어회가 특히 인기가 많으며, 기름기가 많아 묵은지나 와사비와 함께 먹는다. 크기가 커 회를 썰고 남은 방어를 구워서도 먹는다. 방어구이라고 불린다.

## 사진

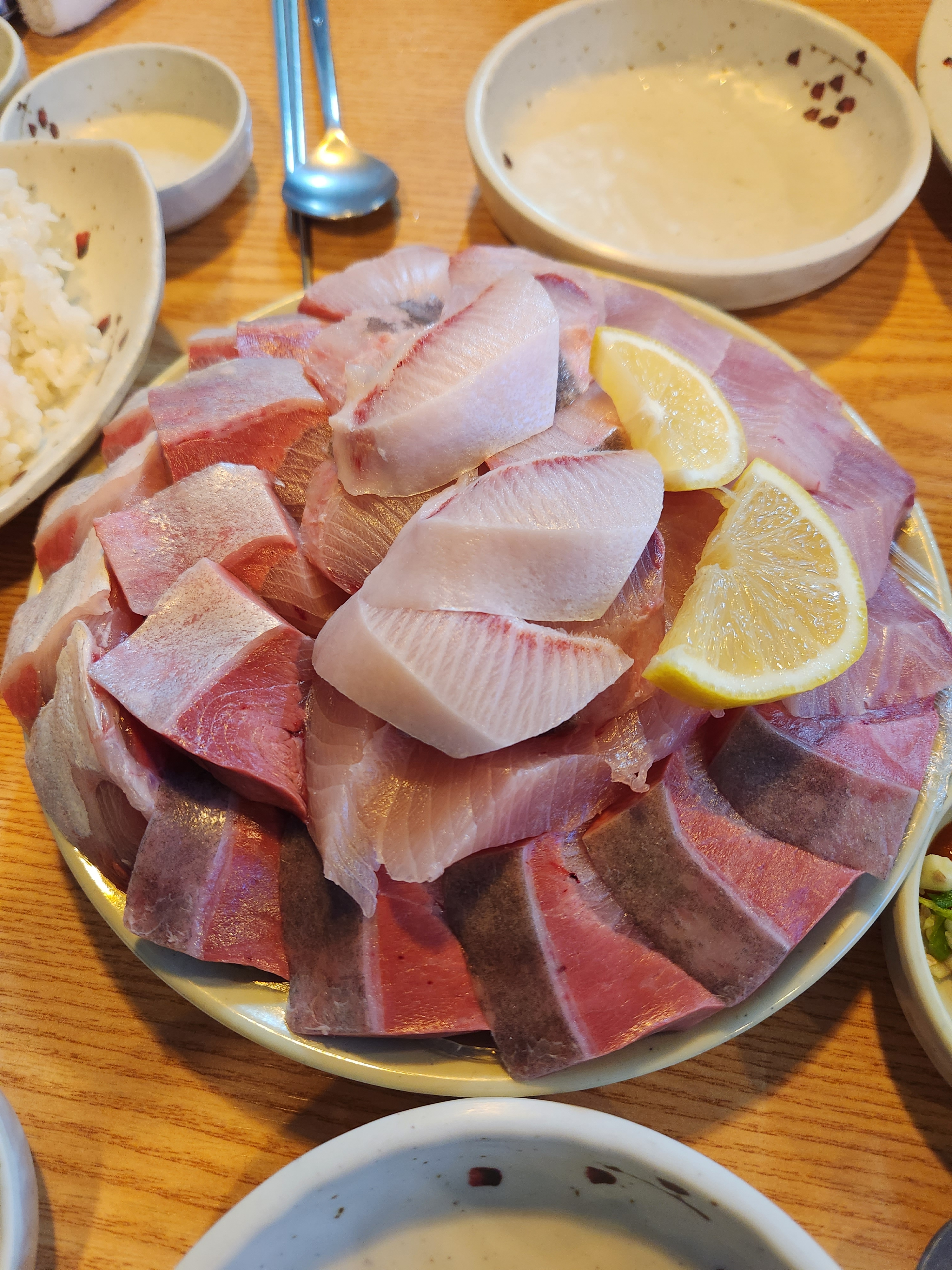
방어회

## 참고
- 모슬포 방어축제